# Polypodium multifidum
Polypodium multifidum là một loài dương xỉ trong họ Polypodiaceae. Loài này được Jacq. mô tả khoa học đầu tiên năm 1789.
Danh pháp khoa học của loài này chưa được làm sáng tỏ. 